# Théâtre du Gymnase Marie-Bell
Pour les articles homonymes, voir Théâtre du Gymnase.
Le théâtre du Gymnase Marie-Bell est un théâtre parisien comportant 800 places, situé au 38, boulevard de Bonne-Nouvelle dans le 10e arrondissement. Le théâtre dispose de deux autres petites salles : le studio Marie-Bell (90 places) et le Petit-Gymnase (160 places). Le théâtre est inscrit monument historique depuis le 1er février 1994.
Ce site est desservi par la station de métro Bonne-Nouvelle.

## Histoire

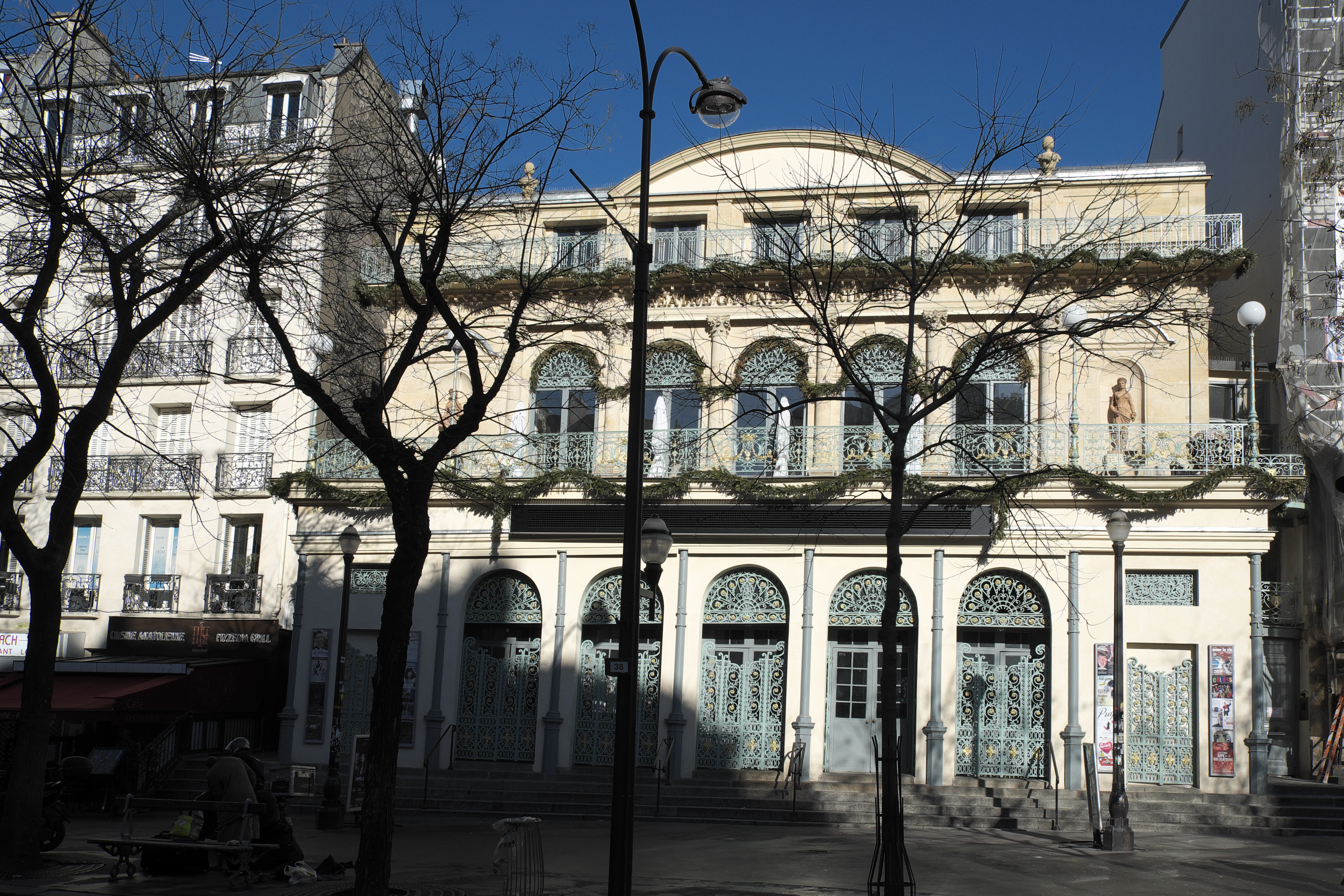
Théâtre du Gymnase Marie-Bell.

En 1820, M. de la Roserie veut doter Paris d'un théâtre où les comédiens débutants pourraient se produire, d'où le nom donné au théâtre, Gymnase, qui correspond à un lieu où on fait des exercices du corps et de l'esprit. Un « privilège » est accordé pour l'ouverture de cette salle de théâtre mais il impose plusieurs conditions : les jeunes comédiens pourront jouer des pièces du répertoire de la Comédie-Française et de l'Opéra de Paris à condition de les condenser. Les pièces en plusieurs actes devront être réduites à un acte, et celles en un acte ramenées à une scène. M. de la Roserie accepte ces conditions.  Le Gymnase-Dramatique devait servir de lieu d’entraînement aux élèves du conservatoire. Il confie aux architectes Auguste Rougevin (1794-1878) et Louis-Régnier de Guerchy (1780-1832) la construction du nouveau théâtre.
Situé à l'emplacement des jardins de l'hôtel du baron Louis, et sur une partie du cimetière de la paroisse de Bonne-Nouvelle (fermé avant la Révolution), le théâtre est inauguré le 23 octobre 1820 avec les pièces « La Visite à la Campagne », « La Maison en Loterie » et un prologue d'Eugène Scribe, « Le Boulevard Bonne-Nouvelle ». M. de la Roserie cède son droit d'exploitation à Delestre-Poirson.
Poirson fit installer l’éclairage au gaz dès 1823. En 1824, après avoir joué des pièces de théâtre à Dieppe pour la duchesse de Berry, ils obtiennent ses bonnes grâces et il obtient que le théâtre porte le titre de Théâtre de Madame. Il fit rapidement jouer des pièces de deux actes, puis de trois. Pour sortir des pièces du répertoire, Poirson fait jouer des comédies-bouffes comme « La Fée Urgèle » de Charles-Simon Favart, « Le Trésor supposé ou le Danger d'écouter aux portes » de François-Benoît Hoffmann, « L'Épreuve villageoise » d'André Grétry, et fit un contrat exclusif à Eugène Scribe.

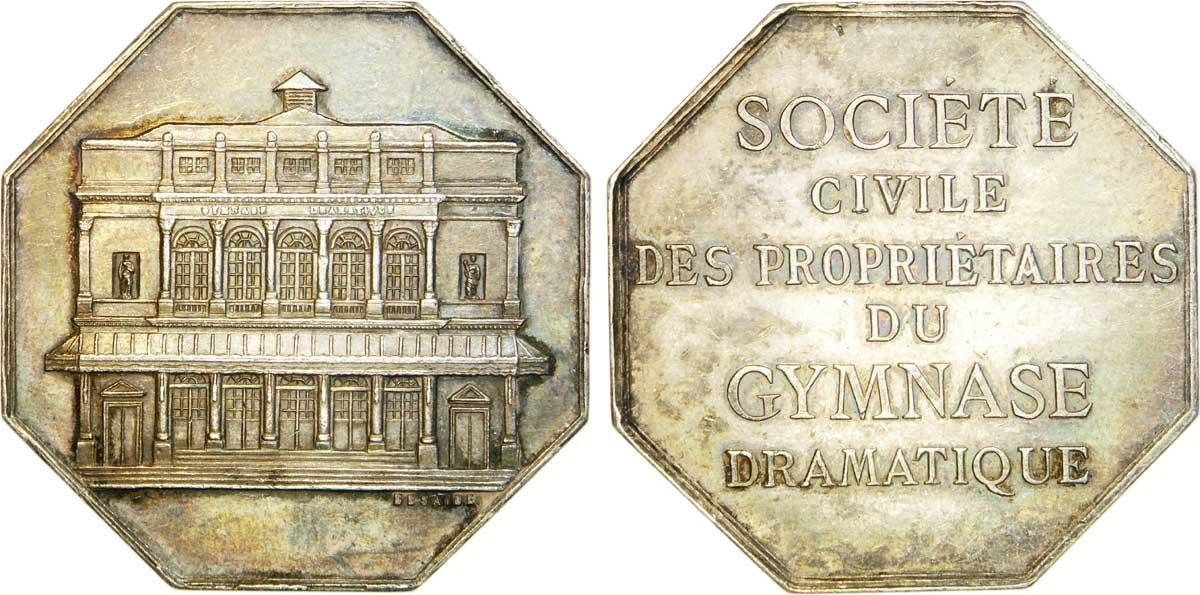
Jeton à l'effigie du théâtre du Gymnase.

Fermé en juin 1830 pour rénovation, après les Trois Glorieuses, le théâtre reprit, après la révolution de Juillet, le nom de Gymnase-Dramatique. De nouveau, le 16 décembre 1850, le théâtre est dans un tel état de délabrement qu'il est fermé pendant une douzaine de jours. 150 places sont sacrifiées pour améliorer les autres.
En 1844, Adolphe Lemoine dit Montigny prend la direction du théâtre, et pour attirer un public plus nombreux, abandonne peu à peu le répertoire de pièces morales et édifiantes pour favoriser le genre sentimental, plus en vogue, avec « situations compromettantes, turpitudes froides, effronteries calculées, sanglots et agonies ». Les dramaturges s’appellent Balzac, Émile Augier, George Sand, Edmond About, Victorien Sardou, Octave Feuillet, Meilhac et Halévy, Alexandre Dumas père et fils.

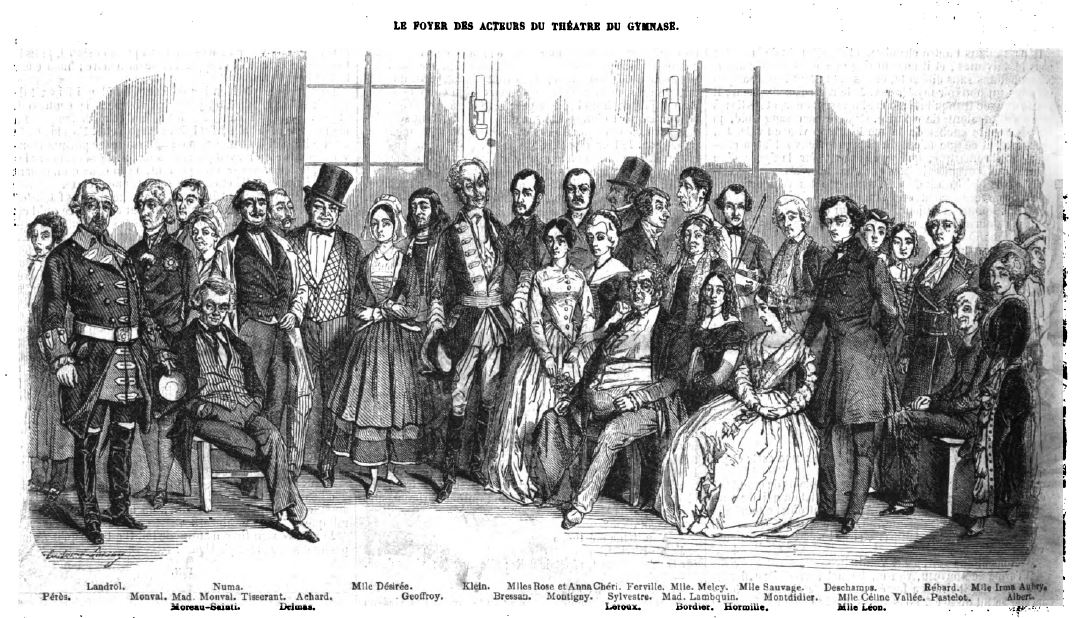
Les acteurs du théâtre du Gymnase, gravure d'Eustache Lorsay (1812-1871) parue dans l'Illustration volume 1846-1847.

« Le Voyage de monsieur Perrichon » d'Eugène Labiche et d'Édouard Martin est créé au théâtre du Gymnase en 1860. Henri Meilhac et Ludovic Halévy produisent leur première pièce au théâtre du Gymnase en 1868 : « Fanny Lear ». L'année suivant ils donnent Frou-Frou.
Montigny meurt en 1880. Il est remplacé le 1er juillet 1880 par Victor Koning. Il fait transformer le théâtre par l'architecte Charles de Lalande. La salle est entièrement redécorée par les peintres Alfred Rubé et Philippe Chaperon pour le rideau de scène, Compan et Plumet pour le plafond de la salle, consacré aux allégories des saisons.
En 1894, Victor Koning cède la place à Albert Carré et Paul Porel. Albert Carré nommé directeur de l'Opéra-Comique en 1898 se retire de la direction. Alphonse Franck prend la direction du théâtre à l'automne 1899, jusqu'en 1919. Il est bientôt rejoint par Gustave Quinson.
En 1926, le dramaturge Henry Bernstein en devient le directeur et y créé la plupart de ses œuvres les plus célèbres : Samson, La Rafaie, La Galerie des Glaces, Mélo, Le Bonheur ou encore Le Messager.

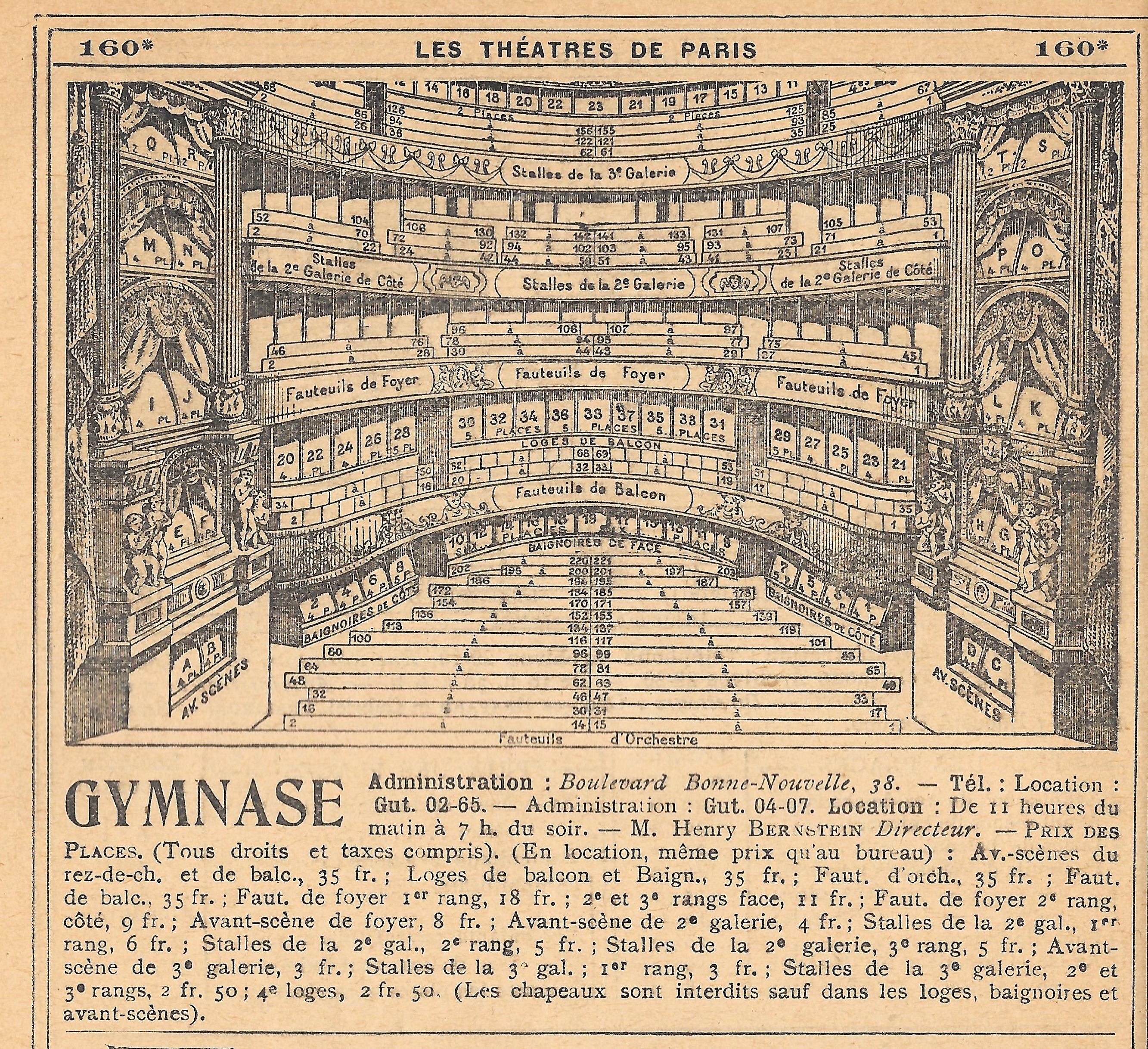
Plan du Théâtre du Gymnase en 1925 avec prix des places et administration.

Henry Bernstein est remplacé en 1940 à la direction du Gymnase par Mme Paule Rolle. Elle accueille la pièce de Jean Cocteau « Les Parents Terribles » qu'Henry Bernstein n'avait fait retirer de l'affiche du théâtre des Ambassadeurs. À partir de 1939, le Gymnase permet la création de nombreuses œuvres de Marcel Pagnol, Jean Cocteau, Marc-Gilbert Sauvajon, Sacha Guitry, Félicien Marceau et Jean Genet. En 1956, Paule Rolle s'associe avec Marie-Rose Belin, ancienne directrice du théâtre Gramont. La pièce « Le Balcon » de Jean Genet y est  mise en scène par Peter Brook en 1960.
La tragédienne Marie Bell prend la direction en 1962 ; elle interprète notamment une Phèdre particulièrement marquante. Elle dirige le théâtre jusqu’à son décès le 14 août 1985.
Jacques Bertin, administrateur depuis 1975, lui a succédé.
Le théâtre du Gymnase travaille en partenariat avec le nouveau théâtre, la Comédie des boulevards, depuis septembre 2010.
Antoine de Caunes y a tourné en 2007 son film Coluche, l'histoire d'un mec.
En 2010, 50 théâtres privés parisiens réunis au sein de l’Association pour le soutien du théâtre privé (ASTP) et du Syndicat national des directeurs et tourneurs du théâtre privé (SNDTP), dont fait partie le Gymnase Marie-Bell, décident d'unir leur force sous une enseigne commune : les Théâtres parisiens associés.
Le 13 février 2023, le théâtre a accueilli les Bobards d’Or, un événement complotiste organisé par la fondation Polemia, organisation ayant pour mission de défendre « l’identité ».